# 亞歷山德拉·墨索里尼
亞歷山德拉·墨索里尼（義大利語：Alessandra Mussolini，1962年12月30日—）是義大利政治家，並曾作為模特、演員及歌手活躍於公眾場合。她是意大利法西斯黨領袖本尼托·墨索里尼的孫女，爵士鋼琴家羅馬諾·墨索里尼的長女，同時也是著名女演員蘇菲亞·羅蘭的甥女。2013年，她代表自由人民黨參選並當選為義大利共和國參議院議員，2014年代表義大利力量黨擔任歐洲議會議員。
她曾是民族保守主義政黨社會行動黨的創立者與領導人。在2004年至2008年間，她代表該黨擔任歐洲議會議員。她亦曾代表自由人民黨擔任過義大利眾議院議員。
亞歷山德拉的政治立場主要集中於關注婦女兒童的社會權益以及他們在家庭與整個社會中所扮演的角色。

## 個人生活
亞歷山德拉·墨索里尼出生於羅馬，其父為原意大利王国獨裁者本尼托·墨索里尼的三子羅馬諾·墨索里尼，其母為女星索菲亞·羅蘭的妹妹玛丽亚·希科洛内。
1976年至1980年間，亞歷山德拉在羅馬美國海外學校就讀高中。畢業後她進入羅馬大學學習醫學並於1986年畢業，取得藥學與外科學碩士學位。
她於1989年10月28日與在海關工作的警官毛羅·弗洛里亞尼（Mauro Floriani）結婚，迄今他們一共育有3名子女 ：卡特琳娜（Caterina）、克拉麗薩（Clarissa）以及羅馬諾（Romano，與其祖父名字相同）。這3名子女均隨母姓，但為他們改姓卻經歷了一套複雜的法律程序。因此，亞歷山德拉在義大利國內發起了一場修改關於子女命名的法律的運動，以便所有希望子女隨母姓的夫婦都能夠簡單地為子女改姓。

## 娛樂圈經歷
在1970年代，亞歷山德拉曾受到其姨母蘇菲亞·羅蘭一段時期的照料，並在此期間開始作為演員出演義大利語電影。在蘇菲亞·羅蘭主演的影片「特別的一天」中，亞歷山德拉出演了一名小角色「瑪麗亞·路易薩」（Maria Luisa）。該片後來獲得金球獎最佳外語片獎，並得到奧斯卡最佳外語片獎的提名。
1982年，亞歷山德拉通過阿爾法唱片公司發行了一張意英日三語流行音樂專輯「愛」（Amore）。由於這張專輯僅在日本發行，因此在歐洲相當罕見，有時會賣出很高的價格。例如2000年在倫敦，就有一張該唱片賣出了1000萬里拉的價格。
作為模特兒，亞歷山德拉曾經出現在分別於義大利（1983年8月期）與德國（1983年11月期）發行的兩期「花花公子」雜誌封面上。對於這段經歷，她評價道：「當你作為一名女演員，你的工作就是展現你的身體。每個女演員都會拍那樣的半裸照，而且工作人員們也都樂於去拍攝，所以沒辦法，你必須去做。」
1980年代，亞歷山德拉繼續作為一名女演員活躍在娛樂圈。她不僅開始進軍電視影片，同時也繼續拍攝傳統的大銀幕電影。例如在講述羅馬天主教會拯救義大利猶太人，使他們免於遭到納粹毒手的電影「地下阿西西」中，她扮演一名修女。1990年，在拍完以色列影片「通往艾因哈羅德之路」之後，她便退出了娛樂圈，因為一名製片人勸她改掉「墨索里尼」這個名字。

## 政治生涯
1992年，她作為極右政黨義大利社會運動黨的成員在拿坡里選區參選並成功當選眾議員。1993年11月，她參選拿坡里市長一職，卻敗給民主黨的安東尼奧·巴索利諾。1995年，義大利社會運動黨在總書記詹弗蘭科·菲尼領導的改革中被改編為國民同盟。亞歷山德拉雖然也加入了國民同盟，但她卻公開表示與其關係不睦。2002年，亞歷山德拉與其競爭黨首，起因是由於菲尼在1月的一次電視採訪中公開表示他不會繼續支持其祖父墨索里尼，但最終亞歷山德拉並未成功。
2003年，詹弗蘭科·菲尼作為國民同盟黨首與義大利副總理訪問以色列。當談及屠殺猶太人問題時，她將法西斯主義形容為「絕對的罪惡」，並對義大利在第二次世界大戰中作為軸心國的一員感到抱歉。11月28日，亞歷山德拉認為在此問題上兩人分歧過大而選擇退出了國民同盟。但她表示她仍然捍衛以色列存在的權利，而且認為全世界都應該乞求以色列的原諒。
離開國民同盟之後，亞歷山德拉組建了自己的右翼黨派社會行動黨（又名行動自由黨）及以其為中心的黨派集團「社會選擇」。這一行動在義大利媒體上掀起了不小的風波，因為亞歷山德拉曾在墮胎、人工授精、同性戀權利以及民事結合等議題上表現出一些「進步」思想。她曾是一名直言不諱的女權主義者，並被一些保守派評論家形容為一名「社會主義者」或「左翼人士」。
在2004年歐洲議會議員選舉中，依照名單比例代表制「社會選擇」獲得了1.2%的選票，而亞歷山德拉本人則獲得了13.3萬的支持票。

2004年，英國獨立黨歐洲議會議員戈弗雷·布卢姆在談及女性權利時說道：「一個擁有自尊、頭腦正常的小生意人永遠不會僱傭處於生育年齡的女性。這種事在政治上並不正確，但卻是生活中的現實。女性擁有越多權利，她們在尋找工作的時候就會遇到越多阻礙。」「我只是認為（女人們）還沒有將冰箱的後面清理得很乾淨。」。對此，亞歷山德拉回應說：
我知道英國人有一種善於自我諷刺的幽默感，但我來自拿坡里，我可以說在那裡每個女人都懂得如何做飯，如何清理冰箱，甚至如何當一名政治家。反過來戈弗雷·布卢姆先生也許根本不懂如何清理冰箱，也不懂如何當一名政治家。
2005年3月，亞歷山德拉·墨索里尼被當地法院以防止造假投票為由判禁參加地方選舉。針對此事，亞歷山德拉稱其是對民主的褻瀆，並發起絕食抗議以顯示其決心。最終，在3月底，義大利共和國國務院宣布推翻之前的判決，使其可以參加競選。
2006年，義大利國會議員候選人，跨性別者弗拉迪米尔·卢克苏里亚指責其為「法西斯主義者」，而亞歷山德拉回應說：「法西斯也比基佬強。」（義大利語：Meglio fascista che frocio）
2007年11月，亞歷山德拉的爭議性言論引發了歐洲議會內部極右黨派集團「認同，傳統，主權」的分裂。她在關於不法移民問題的討論會上聲稱所有羅馬尼亞人都是只會非法居留的犯罪者，導致來自大羅馬尼亞黨的代表紛紛退出集團，並使得該集團的人數低於成立黨派集團的下限而無法拿到由議會提供的資金。
在2008年義大利國會選舉以後，亞歷山德拉率領的社會行動黨加入了西爾維奧·貝魯斯柯尼領導的右翼聯盟自由人民黨，她自己也再次當選眾議員。
亞歷山德拉抨擊梵蒂岡將同性戀與戀童癖進行的比較，表示：「你不能將性取向與戀童癖聯繫起來... 這種聯繫在兒童保護領域引發的誤導性十分危險。」
在2013年義大利國會選舉中，她代表自由人民黨當選參議員。自由人民黨在2013年11月改組為新的義大利力量黨。
在義大利國內的2014年5月歐洲議會議員選舉中，亞歷山德拉代表義大利力量黨擔任歐洲議會議員。
2024年7月，亞歷山德拉卸任歐盟議員。

## 電影
- 白色，紅色與...（義大利語：Bianco, rosso e...）（1972）
- 特別的一天（義大利語：Una giornata particolare）（1977）
- 小天使馬雷斯卡事件（Il Caso Pupetta Maresca，1982，電視電影），扮演阿舜塔·馬雷斯卡（義大利語：Assunta Maresca）
- 計程車司機（義大利語：Il Tassinaro）（1983）
- 金髮女郎（義大利語：Qualcosa di biondo）（1984）
- 地下阿西西（義大利語：Assisi Underground）（1985）
- 八月十五節O.K.（義大利語：Ferragosto OK）（1986，電視電影）
- 我們是硬漢（義大利語：Noi uomini duri）（1987）
- 勝於勝利（義大利語：Vincere per vincere）（1988，電視電影）
- 禮拜六，禮拜日與禮拜一（義大利語：Sabato, domenica e lunedì (film 1990)）（1990，電視電影）
- 通往艾因哈羅德之路（希伯來語：הדרך לעין חרוד）（1990）

## 唱片

### 專輯
- 1982年 「愛（義大利語：Amore (Alessandra Mussolini)）」（Amore）（阿爾法唱片 ALFA ALR 22002）

### 單曲
- 1982年 「愛就是愛」（Love Is Love）（阿爾法唱片 ALFA ALR 755）
- 1982年 「Tokio Fantasy」（東京幻想）（阿爾法唱片 ALFA ALR 756）

## 外部連結
- 歐洲議會網站上的議員資料 （页面存档备份，存于）
- 安東涅拉·利恰第（Antonella Ricciardi）所作的亞歷山德拉·墨索里尼訪談，於2005年5月19日 （页面存档备份，存于）
- 亞歷山德拉·墨索里尼在互联网电影资料库（IMDb）上的資料（英文）